# Xenia Berghii
Xenia Berghii (* 25. Juli 2004) ist eine moldauische Leichtathletin, die sich auf den Sprint spezialisiert hat.

## Sportliche Laufbahn
Ihren ersten internationalen Wettkampf bestritt Xenia Berghii im Jahr 2021, als sie bei den U20-Balkan-Meisterschaften in Istanbul in 58,56 s den fünften Platz im B-Lauf über 400 Meter belegte. Anschließend vertrat sie Moldau bei der 3. Liga der Team-Europameisterschaft in Limassol in der 4-mal-100- und 4-mal-400-Meter-Staffel. Daraufhin belegte er bei den U18-Balkan-Meisterschaften in Kraljevo in 60,28 s den vierten Platz im B-Rennen im 400-Meter-Lauf. Im Jahr darauf belegte sie bei den U20-Balkan-Hallenmeisterschaften in Belgrad in 60,49 s den achten Platz über 400 Meter und im Juli gelangte sie bei den U20-Balkan-Meisterschaften in Sivas in 57,68 s auf den ersten Platz im B-Lauf. 2025 wurde sie bei der 3. Liga der Team-Europameisterschaft in Maribor in 56,07 s Erste im B-Lauf über 400 Meter und wurde mit der Mixed-Staffel über 4-mal 400 Meter disqualifiziert. Anschließend gelangte sie bei den Balkan-Meisterschaften in Volos mit 57,19 s auf den dritten Platz im C-Lauf über 400 Meter und belegte mit der Mixed-Staffel in 3:33,17 min den vierten Platz.
In den Jahren 2021 und 2025 wurde Berghii moldauische Meisterin im 400-Meter-Lauf. 

## Persönliche Bestleistungen
- 400 Meter: 55,1 s, 7. Juni 2025 in Chișinău
  - 400 Meter (Halle): 58,30 s, 17. Februar 2024 in Chișinău